# Cordia santacruzensis
Cordia santacruzensis är en strävbladig växtart som beskrevs av J.S.Mill. och M.Nee. Cordia santacruzensis ingår i släktet Cordia, och familjen strävbladiga växter. Inga underarter finns listade i Catalogue of Life.